# 在サイパン領事事務所
在サイパン領事事務所（英語: Consular Office of Japan in Saipan）は、北マリアナ諸島サイパン島に設置されている日本の領事事務所である。2024年12月より、手島亜紀子が所長を務めている。

## 沿革
- 1979年10月、在サイパン出張駐在官事務所（在サイパン駐在官事務所）の開設が定められる[2]
- 2014年8月1日、サイパンの出張駐在官事務所が在サイパン領事事務所に改称される[3]

## 住所
| 所在地 | Suite 201, MH1 Bldg., Marina Heights Business Park, Puerto Rico, Saipan, MP 96950 |
| 私書箱 | P.O. Box 500407, Saipan, MP 96950                                                 |

## 管轄地域
北マリアナ諸島を管轄。